# 윈드부스터
윈드부스터(영어: WindBooster, 중국어: 风翔)는 중국 선전시에 본사를 둔 전기자동차 부품 제조업체이다.